# Ардановце
Ардановце (словац. Ardanovce) — село, громада округу Топольчани, Нітранський край. Кадастрова площа громади — 6.73 км².
Населення 233 осіб (станом на 31 грудня 2024 року).

## Історія
Ардановце згадується 1317 року.

## Населення
| Рік:            | 1994. | 2004.   | 2014.    | 2024.    |
| --------------- | ----- | ------- | -------- | -------- |
| Кількість осіб: | 234   | 239     | 209      | 233      |
| Різниця:        |       | +2,13 % | -12,55 % | +11,48 % |

| Рік:            | 2023. | 2024.   |
| --------------- | ----- | ------- |
| Кількість осіб: | 221   | 233     |
| Різниця:        |       | +5,42 % |